# San Anemos
San anemos  (грец. Σαν άνεμος) — альбом грецького співака  Антоніса Ремоса, який вийшов в 2005 році під ліцензією Sony BMG Греції. Альбом отримав  платиновий статус всього за кілька днів після його виходу. Це третій альбом у співпраці Антоніса Ремоса з  Йоргосом Теофанусом, який написав музику і тексти всіх пісень альбому. Три пісні альбому записані у співпраці з  Марінеллою, Массімо Ді Катальдо,  Йоргосом Маргарітісом. 
Альбом також містить чотири пісні з синглу Hamogelase (грец. «Χαμογέλασε»), а саме: Zontanos, Hamogelase, I angeli, Se eho de se eho.

## Список композицій
| Усі видання | Усі видання | Усі видання |
| #           | Назва | Тривалість  |
| ----------- | --- | ----------- |
| 1.          | «Mine ligo sti grammi» (Μείνε λίγο στη γραμμή)                                                                                   | 4:35        |
| 2.          | «San anemos» (Σαν άνεμος /з Марінеллою)                                                                                          | 3:56        |
| 3.          | «De thelo na m' agapisis» (Δε θέλω να μ' αγαπήσεις)                                                                              | 3:54        |
| 4.          | «Mi figis» (Μη φύγεις) | 4:37        |
| 5.          | «Tha 'prepe» (Θα 'πρεπε) | 4:20        |
| 6.          | «Oso zo» (Όσο ζω) | 4:26        |
| 7.          | «Pou na 'se» (Που να 'σαι) | 4:01        |
| 8.          | «Gia ekato zoes akoma (Per Altre Cento Vite Ancora)» (Για εκατό ζωές ακόμα / Per altre cento vite ancora /з Массімо Ді Катальдо) | 3:38        |
| 9.          | «Na mi rotas» (Να μη ρωτάς) | 4: 08       |
| 10.         | «Ti perimenis» (Τι περιμένεις)                                                                                                   | 3:28        |
| 11.         | «Sto kormi» (Στο κορμί /з Йоргосом Маргарітісом)                                                                                 | 3:55        |
| 12.         | «Zontanos» (Ζωντανός) | 4:38        |
| 13.         | «Hamogelase» (Χαμογέλασε) | 3:25        |
| 14.         | «I angeli» (Οι άγγελοι) | 4:32        |
| 15.         | «Se eho de se eho» (Σ' έχω δε σ' έχω)                                                                                            | 3:33        |
| 01:00:56    | |             |